# Melba parvula
Melba parvula är en skalbaggsart som först beskrevs av Leconte 1849.  Melba parvula ingår i släktet Melba och familjen kortvingar. Inga underarter finns listade i Catalogue of Life.